# Théodore Zué Nguéma
Théodore Zué Nguéma (ur. 9 listopada 1973 w Libreville, zm. 5 maja 2022) – gaboński piłkarz grający na pozycji pomocnika.

## Kariera klubowa
Karierę piłkarską Zué Nguéma rozpoczynał w klubie Delta Téléstar ze stolicy kraju Libreville. W 1991 roku zadebiutował w nim w pierwszej lidze gabońskiej. W Delcie Téléstar grał do 1995 roku, a w latach 1996–1997 był zawodnikiem klubu Mbilinga FC. W 1996 roku wywalczył z nim mistrzostwo kraju, a w 1997 roku zdobył Puchar Gabonu.
W 1997 roku Zué Nguéma został zawodnikiem francuskiego trzecioligowego Angers SCO. W 1998 roku spadł z nim do czwartej ligi. W sezonie 1998/1999 występował w Tunezji, w Espérance Zarzis, a w latach 1999–2001 był zawodnikiem portugalskiego SC Braga.
W 2002 roku Zué Nguéma wrócił do Gabonu. Przez dwa sezony występował w FC 105 Libreville, a następnie w 2004 roku został piłkarzem Delty Téléstar. Grał w niej do końca swojej kariery, czyli do 2007 roku. W 2006 roku zdobył z Deltą Puchar Gabonu.

## Kariera reprezentacyjna
W reprezentacji Gabonu Zué Nguéma zadebiutował w 1995 roku. W 2000 roku został powołany do kadry na Puchar Narodów Afryki 2000. Tam wystąpił trzykrotnie: z Republiką Południowej Afryki (1:3), z Algierią (1:3) i z Demokratyczną Republiką Konga (0:0).